# Bocusoides zhaoi
Genre
Espèce
Bocusoides zhaoi, unique représentant du genre Bocusoides, est une espèce d'araignées aranéomorphes de la famille des Salticidae.

## Distribution
Cette espèce est endémique du Yunnan en Chine,. Elle se rencontre dans le xian de Mengla.

## Description
Le mâle holotype mesure 5,00 mm et la femelle paratype 5,59 mm.

## Systématique et taxinomie
Cette espèce a été décrite par Wang et Li en 2022.
Ce genre a été décrit Wang et Li en 2022 dans les Salticidae.

## Étymologie
Cette espèce est nommée en l'honneur de Qing-yuan Zhao.

## Publication originale
- Wang & Li, 2022 : « On eleven species of jumping spiders from Xishuangbanna, China (Araneae, Salticidae). » ZooKeys, no 1116, p. 85-119 (texte intégral).